# Taťjana Samusenková
Taťjana Dmitrijevna Samusenková (* 2. listopadu 1938 Minsk, Sovětský svaz – 24. ledna 2000 Minsk, Bělorusko) byla sovětská a běloruská sportovní šermířka, která se specializovala na šerm fleretem. Na začátku sportovní kariéry závodila pod dívčím jménem Taťjana Petrenková.
Sovětský svaz reprezentovala v padesátých, šedesátých a sedmdesátých letech. Jako sovětská reprezentantka zastupovala minskou šermířskou školu, která spadala pod Běloruskou SSR. Na olympijských hrách startovala v roce 1960, 1964, 1968 a 1972 v soutěži družstev. V roce 1966 získala titul mistryně světa v soutěži jednotlivkyň. Se sovětským družstvem fleretistek vybojovala tři zlaté (1960, 1968, 1972) a jednu stříbrnou (1964) olympijskou medaili a celkem vybojovala s družstvem tři tituly mistryň světa (1963, 1965, 1966).